# لورا فورجیا
لورا فورجیا (انگلیسی: Laura Forgia؛ زادهٔ ۹ اکتبر ۱۹۸۲) شوگرل، مدل (شخص)، هنرپیشه، و مجری تلویزیون اهل ایتالیا است.